# مكسيكو سيتي أرينا
مكسيكو سيتي أرينا (بالإسبانية: Arena Ciudad de México)‏، يتم تسويقها باسم أرينا سي دي إم إكس (بالإنجليزية: Arena CDMX)‏، هي ساحة داخلية في أزكابوتزالكو، مدينة مكسيكو، المكسيك. تستضيف الحفلات الموسيقية والرياضية وغيرها من الأحداث. تم افتتاحها رسميًا في 25 فبراير 2012.